# Lepiderema pulchella
Lepiderema pulchella är en kinesträdsväxtart som beskrevs av Ludwig Radlkofer. Lepiderema pulchella ingår i släktet Lepiderema och familjen kinesträdsväxter. Inga underarter finns listade i Catalogue of Life.